# Egon Streffer
Egon Streffer (* 1946; † 22. August 1989), Deckname Aurikel, war ein deutscher Spion der Militärischen Aufklärung der Nationalen Volksarmee (DDR) und Hilfssachbearbeiter im Planungsstab des Bundesministers der Verteidigung.

## Leben
Streffer lernte ca. 1968 Dieter Popp kennen, der Anfang jenes Jahres nach Bonn gezogen war. Popp, der Spion der Militärischen Aufklärung war, wurde Streffers Lebensgefährte. Im August 1969 wurde auch Streffer von der Aufklärung angeworben und erhielt den Decknamen Aurikel. Er sollte sich beim Bundesministerium der Verteidigung (BMVg) bewerben, wozu er seine Anstellung bei einem Autohändler aufgab.
Ab dem 1. Dezember 1970 arbeitete Streffer im BMVg auf der Hardthöhe in Bonn. Im Mai 1971 erhielt er die Ermächtigung zum Umgang mit Verschlusssachen der Geheimhaltungsgrade STRENG GEHEIM, NATO SECRET und US TOP SECRET. Seitdem war er im Verwaltungs- und Registraturbereich des Planungsstabes des Bundesministers der Verteidigung tätig. Später war er stellvertretender Leiter der Geheimaktenverwaltung.
Streffer hatte Zugang zu einem großen Anzahl für die Militärische Aufklärung der NVA äußerst wertvoller Dokumente, darunter Ministervorlagen und Strategiepapiere – mehr, als er aufgrund beschränkter Transportkapazitäten liefern konnte. Teilweise trug er Verschlusssachen in die Magazine Stern und Der Spiegel eingewickelt aus dem BMVg. In der Mittagspause schleuste er sie unter seinem Hemd in seine Privatwohnung, wo er sie mit einer Minox-Kleinbildkamera abfotografierte. In kürzester Zeit hatte sie sich zur Spitzenquelle der Militärischen Aufklärung entwickelt und war die Hauptquelle auf dem Gebiet der Militärpolitik und zu Fragen der militärstrategischen Konzeption der Bundeswehrführung.
Popp wurde Streffers Resident, der Unterlagen fotografierte, Container füllte, Sendungen vorbereitete und das Verbindungswesen organisierte. Mit einem Kofferradio der Marke Panasonic empfing Popp chiffrierte Funksprüche aus der DDR mit Anweisungen für Streffer. Ab 1974 unterstützte ein Inoffizieller Mitarbeiter mit dem Decknamen Aristoteles als Kurier und Instrukteur.
Streffer starb 1989 im Alter von 44 Jahren an AIDS. Bis dahin hatte er gut 110.000 Deutsche Mark Agentenlohn erhalten.

## Auszeichnungen
- Verdienstmedaille der Nationalen Volksarmee in Gold